# De rode kamer (harmonie in rood)
De rode kamer (harmonie in rood) (originele titel: La Desserte rouge) is een schilderij van de Franse kunstschilder Henri Matisse.
Het werk is geschilderd met olieverf op doek en meet 180 x 221 cm. Het bevindt zich in de Hermitage in Sint-Petersburg. Henri Matisse heeft dit in 1908 geschilderd.
Het schilderij was van 6 maart t/m 17 september 2010 op de tentoonstelling Matisse tot Malevich Pioniers van de moderne kunst uit de Hermitage in de Hermitage in Amsterdam te zien.